# Federación Argentina de Aficionados al Billar
Die Federación Argentina de Aficionados al Billar (FAAB) ist der argentinische Billarddachverband und dem Kontinentalverband Confederación Panamericana de Billar (CPB) unterstellt bzw. angeschlossen.

## Geschichte
Der Argentinische Verband der Billardamateure wurde 1937 in der historischen Billardakademie und -salon „Los 36 Billares“ (gegründet 1894) in Buenos Aires gegründet. Es war jedoch ein langer Weg bis zu dieser Gründung, der einige Jahre früher begann. Ein Name ist in besonderem Maße mit der Formierung eines argentinischen Verbandes verbunden: Don Juan Carlos Basavilbaso, der Gründer und Direktor der Zeitschrift "Billar", deren erste Ausgabe am 1. August 1925 veröffentlicht wurde. Seit 1918 dem Billard gewidmet, wurde er Professor und Direktor der Billardakademie. Das Hauptthema des Magazins war die Notwendigkeit der Gründung einer Richtlinieneinheit des Karambolagespiels. Basavilbaso war der Meinung, dass der Fortschritt der Aktivität ohne eine angemessene Richtung unmöglich sei. Schließlich erreichte er am 21. Januar 1926 im Auditorium das erste Treffen der wichtigsten Männer des Sports. Es wurde eine provisorische Kommission unter dem Vorsitz von Basavilbaso für die Einberufung der Generalversammlung ernannt, die am 8. Februar desselben Jahres in der Aula von „La Razón“ stattfand. Daraus entstand der erste Vorstand der Argentinischen Billardföderation unter dem Vorsitz von Juan Carlos Ávila. Trotz aller Bemühungen gab es eine große Untätigkeit, bis Basavilbaso 1937 den spanischen Amateur Raimundo Vives, der schon das Billard in Barcelona und Madrid organisierte und zum unverzichtbaren Verbündeten für die endgültige Konsolidierung der Föderation wurde, gefunden hatte. So wurde am 20. Mai 1937 in einer Sitzung im „Los 36“ die endgültige Gründung vertraglich beschlossen.
Zum Zeitpunkt der Gründung gab es noch keinen amerikanischen Dachverband, dieser (Confederación Panamericana de Billar (CPB)) gründete sich erst 1954, schloss sich die FAAB zunächst direkt dem damaligen Weltverband Union Internationale des Fédérations des Amateurs de Billard (UIFAB) in Paris an. Schon 1938 fragte der Generalsekretär Don Pascual Germino die UIFAB um die Ausrichtungsrechte einer Weltmeisterschaft an. Die Weltmeisterschaft fand noch im gleichen Jahr in Buenos Aires statt, Sieger vor heimischem Publikum wurden die Brüder Augusto und Jean Francisco Vergez vor Alfred Lagache aus Frankreich. Germino wurde später Präsident der FAAB. Am 18. September 1941 konnte die FAAB die erste Südamerikanische Meisterschaft im Cadre45/2 im „Huracán-Club“ ausrichten. 1947, nach dem Tod von Don Pascual Germino, übernahm Enrique Faragasso die Präsidentschaft.